# Historia de la Unión Europea

Evolución territorial de la Unión Europea.

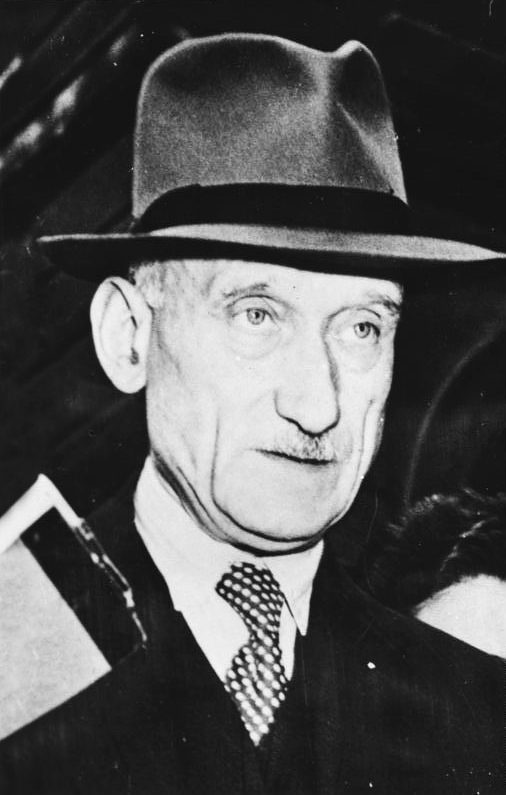
Robert Schuman (uno de los Padres fundadores de la UE) realizó una declaración que es considerada por varios autores como una especie de primera piedra de las instituciones comunitarias.

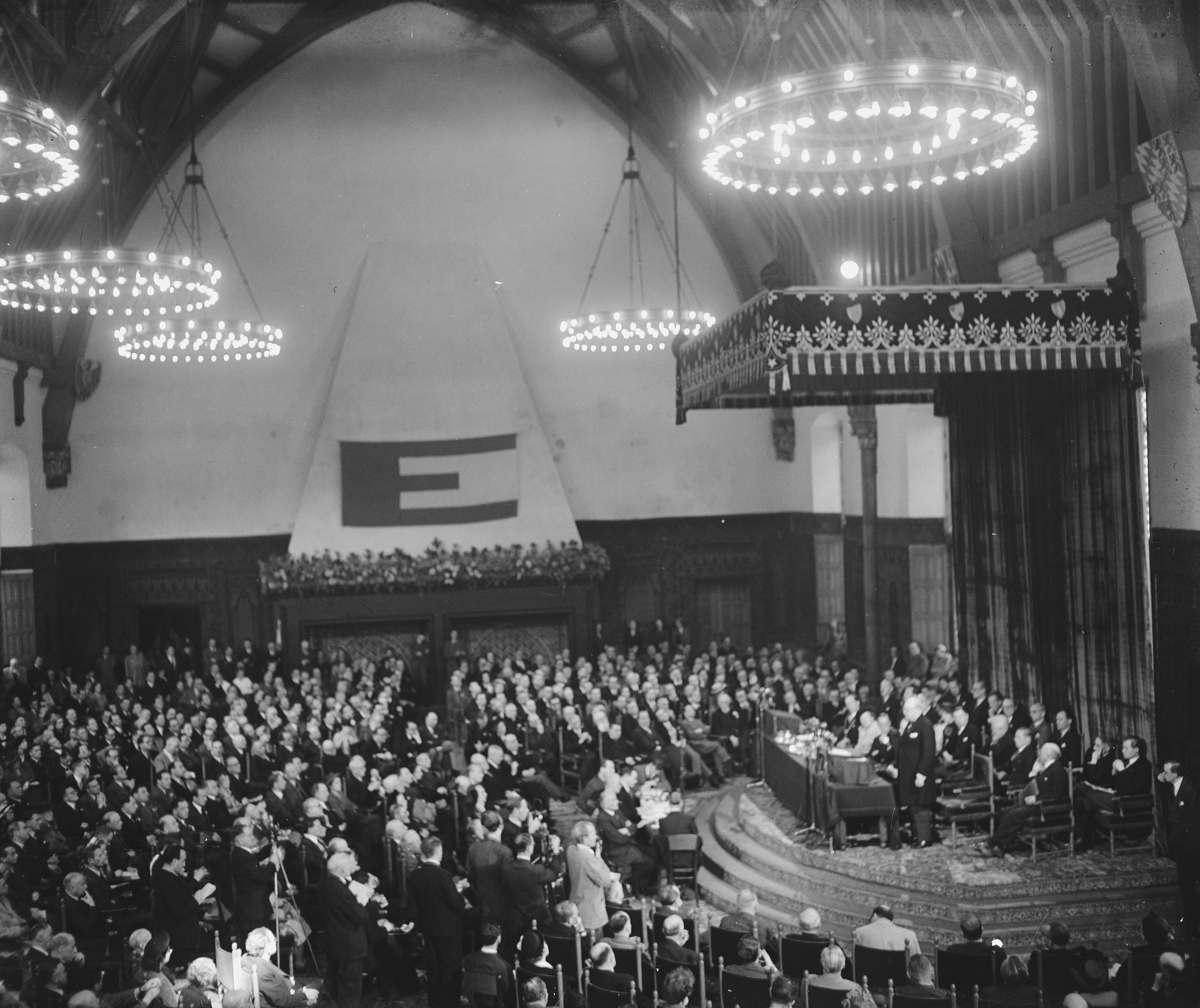
Reunión en el Salón de los Caballeros de La Haya, durante el Congreso de La Haya de 1948.

La historia de Unión Europea engloba el período comprendido desde la posguerra de la Segunda Guerra Mundial hasta la actualidad. La Unión Europea es una unión política, económica y social que cubre una gran parte del continente europeo. Su predecesora data de 1951, la Comunidad Europea del Carbón y del Acero (CECA), y ha sido objeto de sucesivas reformas constitucionales e institucionales con el fin de avanzar en la integración europea, esto ha llevado a la actual Unión Europea, y que en un principio solo hubiesen 6 Estados miembros (fundadores) a 27 en la actualidad.
Tras declaraciones como la llamada en 1946 de Winston Churchill para crear los «Estados Unidos de Europa», en 1949 se estableció el Consejo de Europa, como la primera organización paneuropea. Al año siguiente, el 9 de mayo de 1950, el ministro de Exteriores de Francia, Robert Schuman, propuso la creación de la Comunidad Europea del Carbón y del Acero (CECA). Sobre la base de ese discurso, Francia, Italia, Bélgica, Países Bajos y Luxemburgo y la Alemania Occidental firmaron el Tratado de París (1951) que creó la CECA al año siguiente. El Tratado dio origen a las primeras instituciones, como la Alta Autoridad (hoy la Comisión Europea) y la Asamblea Común (ahora el Parlamento Europeo). Posteriormente una Conferencia Intergubernamental sobre el Mercado Común y Euratom se centró en la unidad económica, y dio lugar a los Tratados de Roma, firmados en 1957, que establecieron la Comunidad Económica Europea (CEE) y la Comunidad Europea de la Energía Atómica (Euratom) cuya misión sería integrar a los sectores de la energía nuclear, mientras que la CEE desarrollaría una unión aduanera entre los miembros.
Para crear un contrapeso a la Comunidad Económica Europea, el Reino Unido y otros seis países formaron la Asociación Europea de Libre Comercio (EFTA) en 1960. Sin embargo, debido al éxito de la CEE, el Reino Unido solicitó su ingreso a la Comunidad en 1961. Pero el presidente de Francia, Charles de Gaulle se opuso reiteradamente a su ingreso en la CEE, razón por la cual el Reino Unido tuvo que esperar a que De Gaulle se retirara del gobierno en Francia para ver aceptada su candidatura. Entre tanto se estableció la Política agrícola común (PAC), al crearse el mercado único para los productos agrícolas y una política de solidaridad.
En 1965 se alcanzó un acuerdo para fusionar las tres comunidades, en virtud de un único conjunto de instituciones, y por tanto el Tratado de fusión se firmó en Bruselas y entró en vigor el 1 de julio de 1967, dando origen a las Comunidades Europeas. Además, los aranceles entre los países miembros fueron suprimidos en 1968, adoptándose un Arancel Común para los productos procedentes de terceros países. De esta manera se alcanzó la Unión Aduanera.
En 1979 fue elegido por voto directo de los ciudadanos el primer Parlamento Europeo, aunque con reglas que varían de país a país. Ese mismo año entró en vigor el Sistema Monetario Europeo (SME), que fue el primer paso para conseguir una unión económica y monetaria. Y es que durante este periodo, el tema económico estaba centrado en buena medida en la PAC, por lo que el gobierno Británico exigió una retribución que pasó a conocerse como "cheque británico", ya que en este país la industria agrícola ha tenido menos peso que en otros, como Francia.
En enero de 1985, Jacques Delors asume el cargo de Presidente de la Comisión Europea, iniciando con ello un nuevo impulso a la integración, destacando el "Libro Blanco sobre el Mercado Único". El resultado fue la aprobación, en febrero de 1986, del Acta Única Europea, siendo la primera revisión importante de los tratados, desde el Tratado de fusión, el Acta se refiere a la reforma institucional, incluida la ampliación de las competencias de la comunidad, en particular en materia de política exterior. Fue un componente importante en la realización del mercado único, y entró en vigor el 1 de julio de 1987.
El 1 de noviembre de 1993, con el Tratado de Maastricht se hizo efectiva la creación de la Unión Europea con un sistema de pilares incluido, y en 1995 entró en vigor el Acuerdo de Schengen. Esta década también vio el desarrollo ulterior del euro. El 1 de enero de 1994 hubo la segunda fase de la UEM que comenzará con la creación del Instituto Monetario Europeo, en 1999 fue creado el Banco Central Europeo, fijándose su sede en Fráncfort del Meno. El 1 de enero de 2002 Billetes y monedas fueron puestos en circulación, que sustituye a las antiguas monedas por completo.
Un tratado constitucional fue firmado el 28 de octubre de 2004. Sin embargo, la ratificación alcanzó un obstáculo importante cuando los votantes de Francia y Países Bajos rechazaron el documento. En 2007 el Consejo Europeo acordó que la Constitución había fracasado, pero la mayoría de sus disposiciones se mantendrían en el Tratado de Lisboa de 2007.
La "cuestión europea" sigue abierta. Desde 2017 existe la llamada "refundación de la Unión Europea" que busca modificar los Tratados y el funcionamiento general de la organización para adaptarse a los nuevos y futuros cambios geopolíticos globales y avanzar en el proyecto europeo.

## Proyectos anteriores

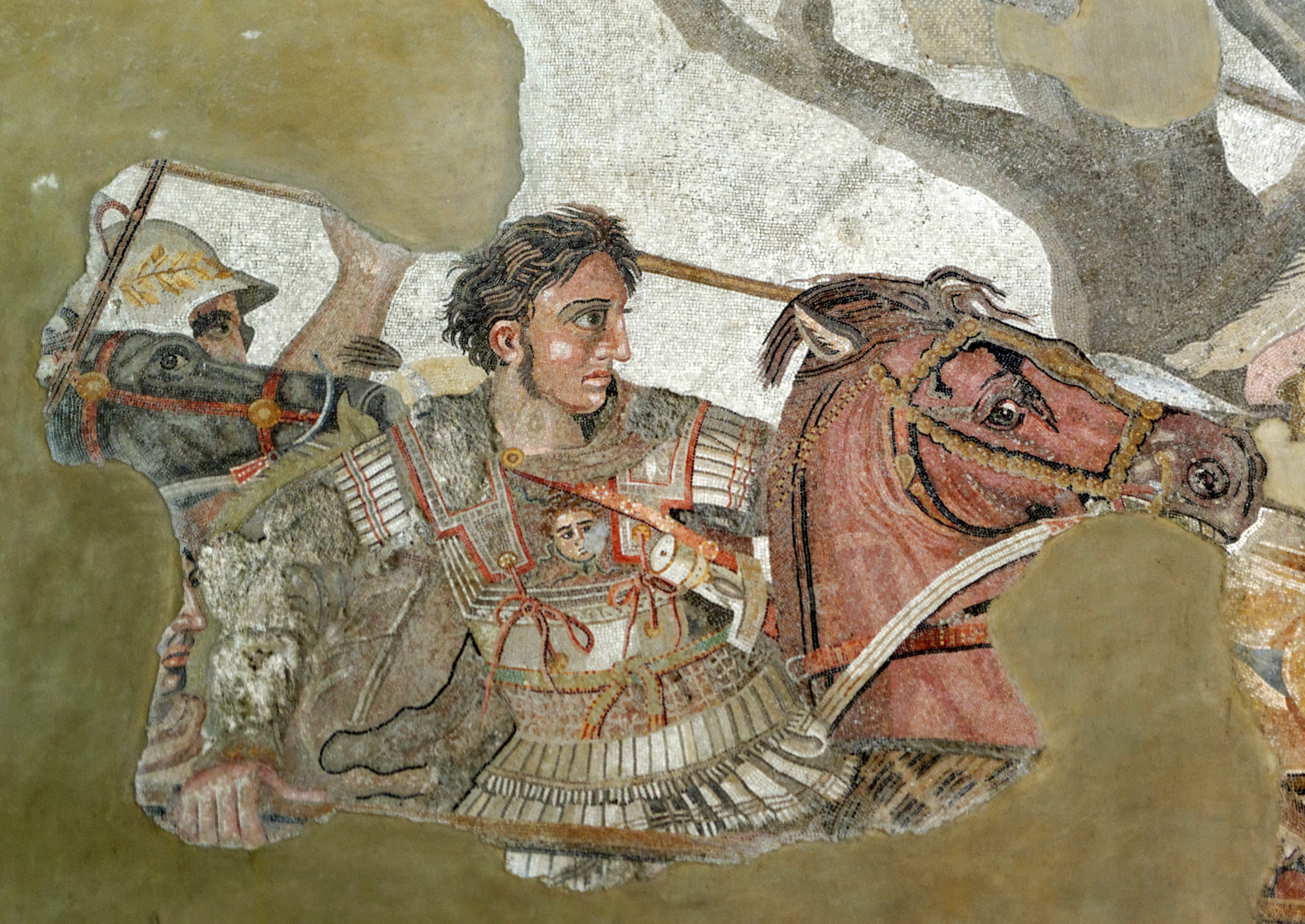
Alejandro combate contra el rey persa Darío III en la batalla de Issos. Detalle del mosaico de la Casa del Fauno de Pompeya (Museo Arqueológico Nacional de Nápoles).

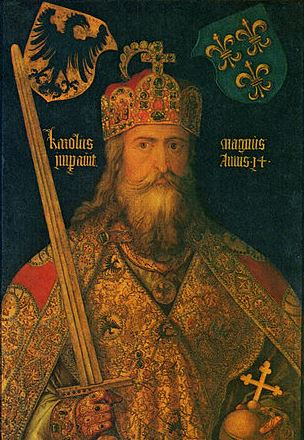
Carlomagno, por Alberto Durero.

La Libertad guiando al pueblo, pintura de Eugène Delacroix, erróneamente asociada a la Revolución de 1789 pese a que corresponde a los sucesos revolucionarios de 1830. Museo del Louvre, París.

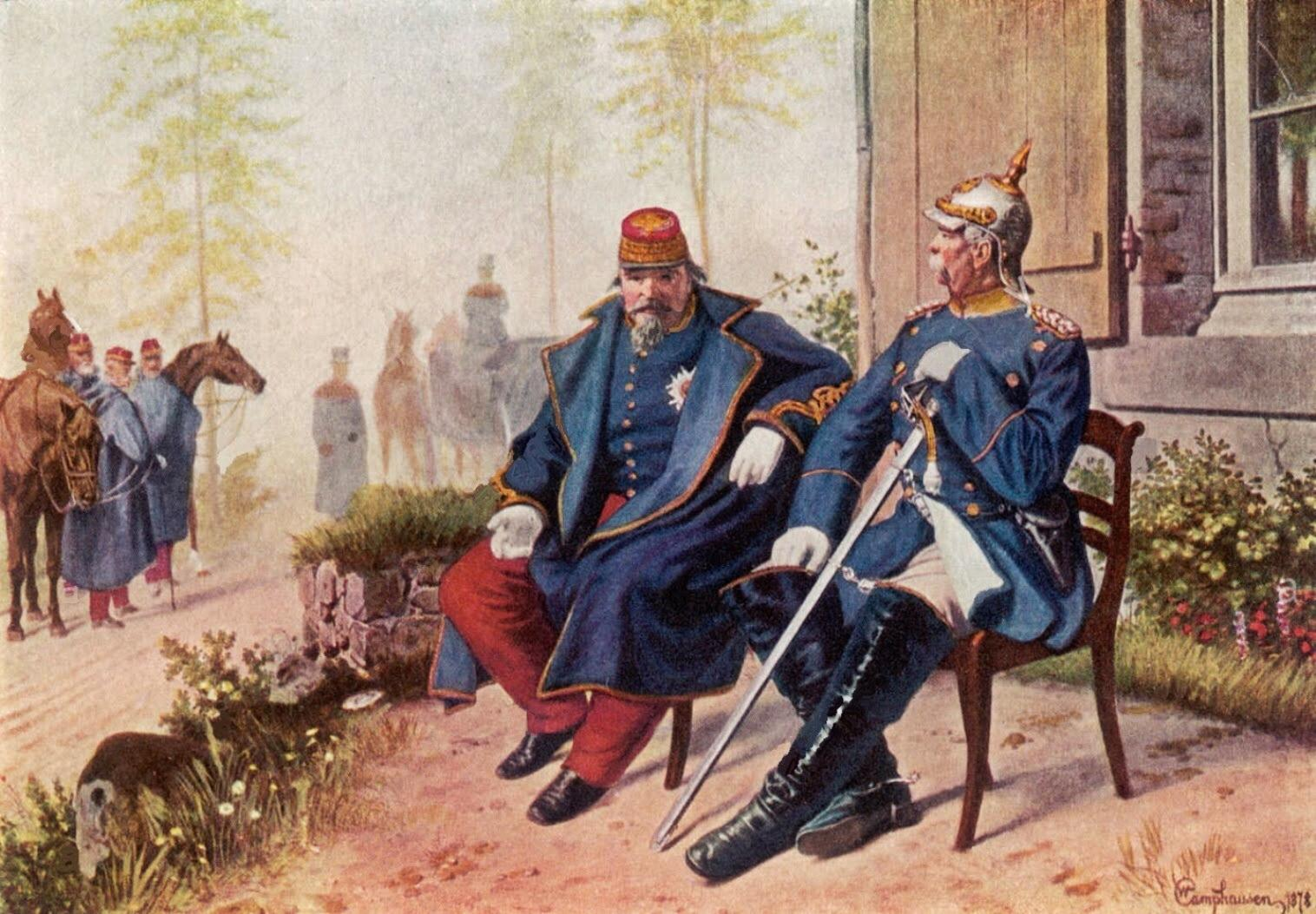
Otto von Bismarck (con casco) y Napoleón III de Francia tras la batalla de Sedán,1870

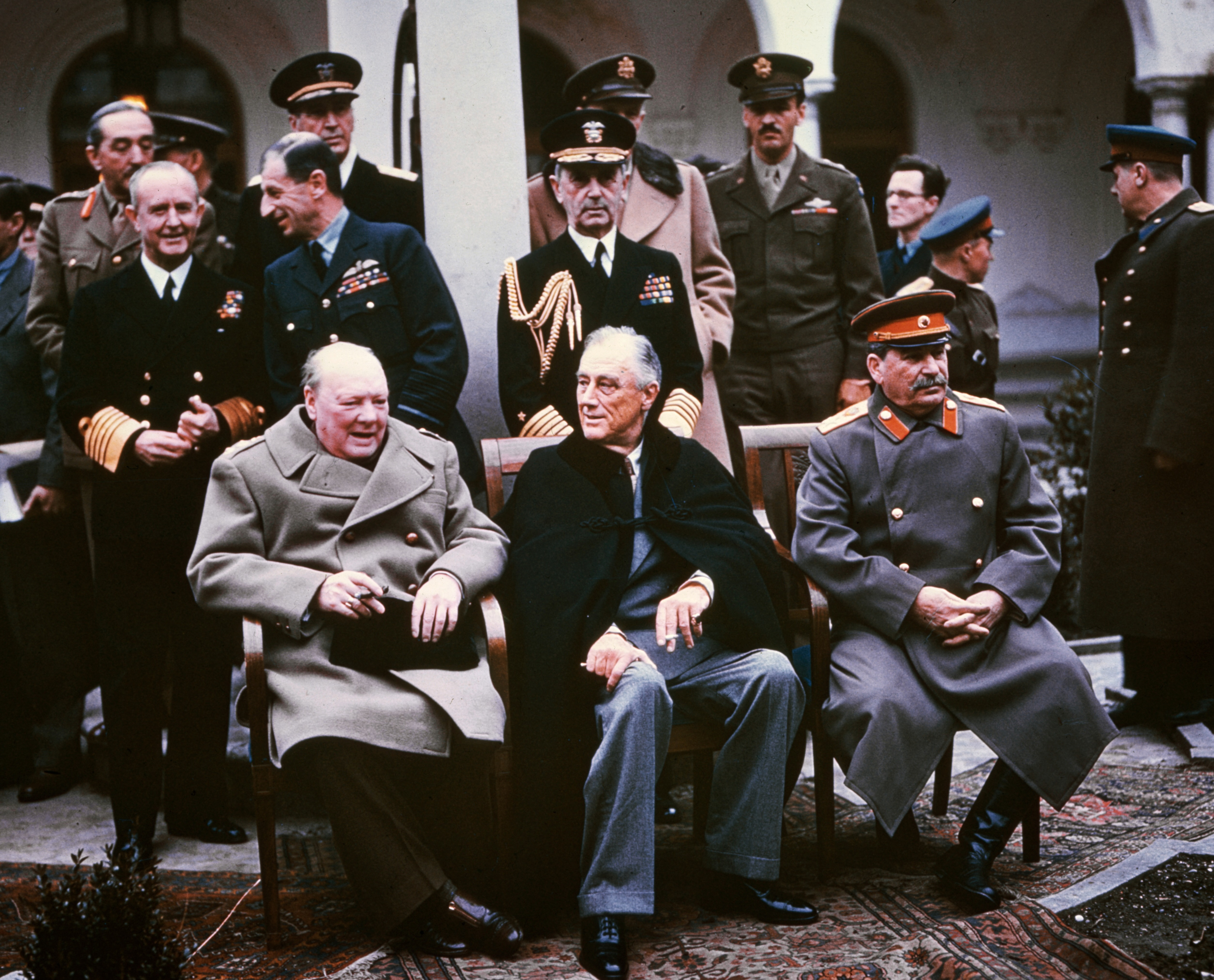
Conferencia de Yalta, en la cual se tomaron importantes decisiones sobre la Europa de posguerra.

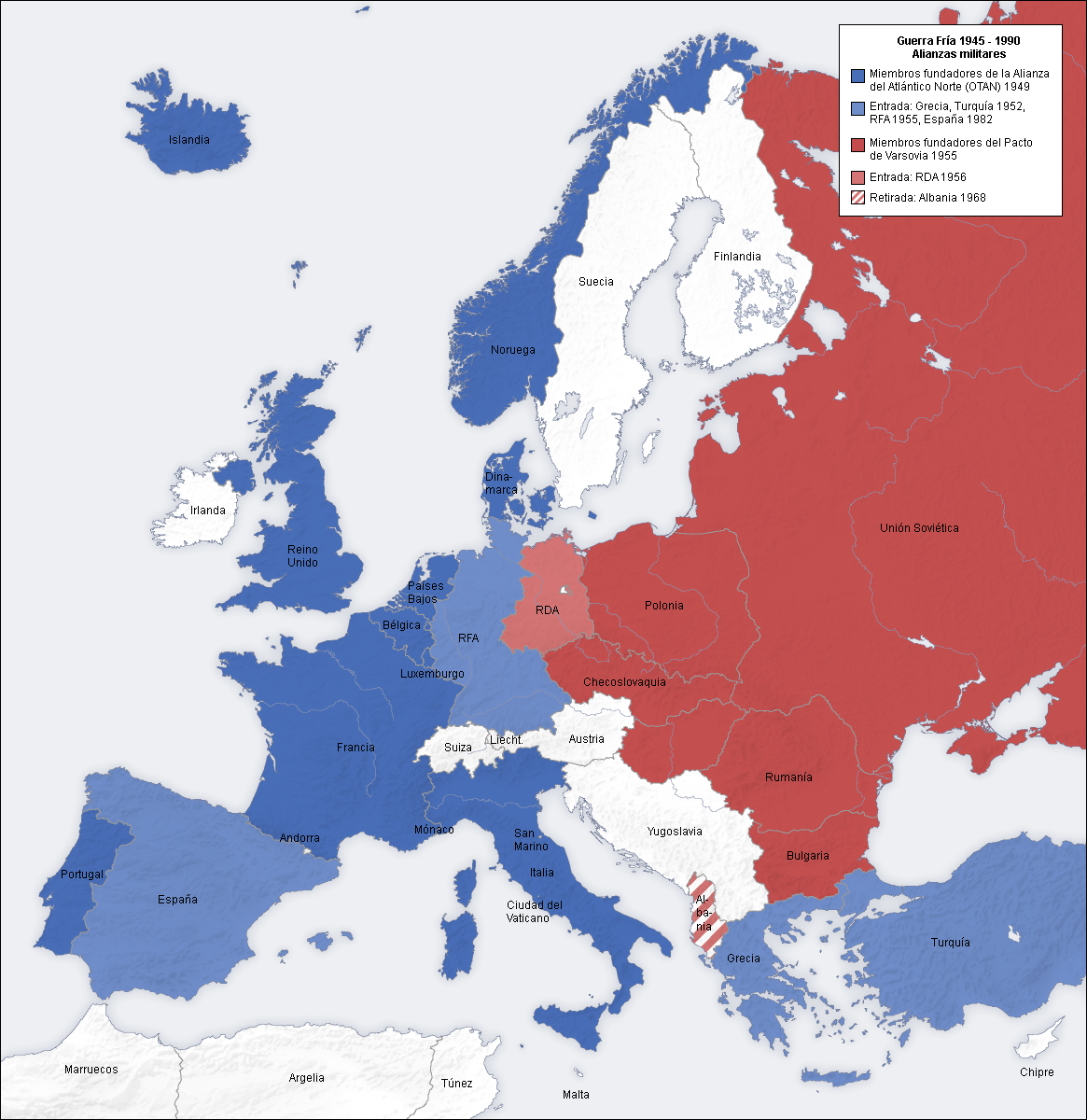
División del continente a raíz de la guerra fría entre los aliados OTAN y la Europa comunista.

Grandes zonas de Europa habían sido unificadas por imperios construidos por medio de la fuerza, como el Imperio romano, el Imperio carolingio, el Sacro Imperio Romano Germánico, el Primer Imperio francés y la Alemania nazi. Algunas uniones dinásticas proporcionaron medios pacíficos para una cierta consolidación de los territorios europeos, aunque también, en menor medida, uniones a nivel de país, como la República de las Dos Naciones y el Imperio austrohúngaro.
Durante la Antigua Grecia filósofos como Platón, fundador de la Academia de Atenas, y Aristóteles desarrollaron una corriente de pensamiento denominada filosofía helenística, base de la actual cultura europea. Además, ya en esos primeros tiempos de ciudades-estado, las primeras campañas de expansión territorial comenzaron de manos de Alejandro Magno.
Con el nacimiento de la gran Roma y su posterior expansión, que dará lugar al Imperio romano, a la filosofía griega se le une la forma de Estado y derecho romano que servirá como modelo para todas las formas de Estado moderno en la Europa actual. El Imperio romano expande la civilización greco-romana a lugares como Britania o la península ibérica.
Tras la caída del Imperio romano, tribus germánicas se hacen con el poder en varios de sus territorios. Sin embargo, gran parte de ellas estaban fuertemente romanizadas, por lo que varios autores e historiadores consideran que no significó un cambio cualitativo en el continente. Es el caso de los visigodos. Sin embargo, un derecho romano vulgarizado, añadido por unas condiciones culturales, sanitarias y educativas mediocres en comparación con las romanas, llevaron al continente a una etapa "oscura", donde otras civilizaciones como la islámica cobrarán fuerza en regiones cercanas e intentarán expandirse por el continente, haciéndose con el poder en la península ibérica y sureste de Europa.
Los líderes de los pequeños reinos continentales, muchos de ellos convertidos al cristianismo debido a la gran influencia que dicha religión adquiere tras la caída del Imperio, reaccionarán en consecuencia. Comienza la Reconquista española y las luchas de los nobles de Europa Central y Oriental contra el poder otomano.
Durante la Edad Media toda Europa se vio salpicada por la peste negra, que se llevó la vida de miles de personas durante la época. Avanzando en esta época, nos encontramos en una Europa feudal de miles de condados y pequeños territorios dependientes de un noble, cuyos habitantes tenían para con él una relación de vasallaje. Los estudiosos de la época eran sobre todo religiosos que disponían de fondos bibliográficos que nadie más poseía. El resto de la población sin embargo era analfabeta.
La Iglesia católica pretendía ser universal, con un pontífice con poder sobre todos los nobles, ocupando la figura que el emperador romano ocupaba en tiempos imperiales. La idea de un poder por encima de la nobleza fue rápidamente auspiciada por los pequeños reyes que carecían de poder coactivo sobre el resto de los nobles. Los reyes pretendían ser la fuente suprema de poder. Ejemplo de ello es Alfonso X el Sabio.
El cristianismo tiene en la Edad Media un poder de unificación importante. Varios son los reyes que conjuntamente van a las cruzadas a Oriente Próximo para salvaguardar los lugares sagrados del poder musulmán. El Papa de Roma apoyaba dichos movimientos. Además, ayudó a los reyes a absorber poder en detrimento de la nobleza, siempre y cuando estos llevaran políticas de expansión del cristianismo en sus reinos y reconociendo un deber de acatamiento y respeto a la autoridad papal.
Esa concentración de poder en manos reales nos lleva al actual Estado moderno. Primero, con monarquías autoritarias y después, absolutas. El comercio resurge, sobre todo el marítimo. Entramos en la época de los descubrimientos, de las manos de reinos como el de Portugal y la Corona de Castilla. En un primer momento estos viajes estuvieron dirigidos a buscar rutas marítimas para el comercio con Asia. Con el descubrimiento de América en 1492 y los avances científicos y tecnológicos, Europa comienza su renacimiento.
La cultura europea se expande a nuevos continentes de la mano de Portugal y el Imperio español, a los que después, se unirán Francia y Gran Bretaña entre otros. Ese renacimiento cultural tiene grandes consecuencias como la aparición de personajes de la talla de Leonardo da Vinci, Miguel Ángel o la familia Medici. La República de las Dos Naciones era la potencia hegemónica en Europa Oriental en esos momentos, cuyo renacimiento cultural fue uno de los más importantes de Europa. En ese contexto, Nicolás Copérnico realiza sus teorías.
Hasta la fecha, la religión cristiana había sido un nexo de unión de los europeos. Formaban parte de la "cristiandad". Hasta que Martín Lutero comenzó en 1517 una reforma que provocó guerras y persecuciones religiosas en toda Europa.
Enrique VIII de Inglaterra se autoproclama cabeza de la Iglesia anglicana, y el Sacro Imperio Romano Germánico encabezado por los Habsburgo, es atacado por los príncipes protestantes. Así mismo, en Europa Central polacos, lituanos y húngaros, adoptaran la tolerancia religiosa entre católicos, protestantes y ortodoxos. En España se fundará, por parte de los Reyes Católicos, la Inquisición para así evitar la extinción del catolicismo en la península.
Con el paso del tiempo, la ruptura de la unidad cristiana junto al avance científico y tecnológico, impulsó lo que se conoce como la secularización de los ciudadanos europeos. El nexo de unión ya no era la fe cristiana, y se tenía que buscar la unidad en otros puntos. En el siglo XIX, se prefirió seguir la teoría de la lengua y la etnia. Tras las guerras religiosas y nacionalistas que se habían llevado en Europa durante siglos, se busca un concepto más secular de unión, el de la ciudadanía y el patriotismo constitucional. En ese momento, las ideas de una Europa unida resurgen con fuerza.
Mientras, en Francia se da la Revolución francesa que da origen a todo el sistema jurídico-político reinante hasta la actualidad. Es la etapa del constitucionalismo y la codificación. La Revolución industrial da paso a una nueva economía y sociedad. En las fábricas británicas se crea el proletariado y aparecen nuevas ideologías como el liberalismo y el socialismo.
Las colonias británicas en América se independizan y crean lo que en el futuro será la primera potencia mundial, Estados Unidos. Las colonias portuguesas y españolas también se independizan. Esa forma de estado contemporáneo, liberal y constitucional, es la que llega hasta nuestros días. El primer constitucionalismo europeo lo vemos en constituciones como la Constitución española de 1812 o la primera europea, que fue la Constitución del 3 de mayo de 1791 de Polonia. El código napoleónico es la muestra del nuevo derecho.
El siglo XIX es el del romanticismo y el nacionalismo. Se unifican Alemania e Italia, y los Estados nación surgen en Europa como nueva fórmula de Estado. Con ese proceso, se desmorona el Imperio austrohúngaro y el Imperio otomano lo que lleva a Europa Central y Oriental a un momento de crisis étnica no resuelto hasta nuestros días. Las divisiones de los nuevos Estados nación crearan minorías étnicas y religiosas en todos los estados. Las consecuencias de las tensiones nacionalistas fueron desastrosas para Europa.
El siglo XX europeo es un siglo lleno de guerras fratricidas y marcado por el auge de ideologías como el fascismo. En consecuencia, una Europa en ruinas tuvo que volverse a reconstruir tras dos guerras mundiales.
En gran parte debido a los efectos devastadores de la guerra, varios personajes contemplaron la idea de una cierta forma de Europa unificada, en particular, William Penn, Victor Hugo, Richard Coudenhove-Kalergi y Giuseppe Mazzini. Estas ideas tomaron mayor impulso en Europa Occidental tras la Primera Guerra Mundial, con la pérdida masiva de vida que conllevó, pero no fue hasta después de la Segunda Guerra Mundial que se dieron pasos reales. Un ejemplo de una organización formada entre las dos guerras para promover la idea de la Unión Europea es la Unión Internacional Paneuropea. De esta manera, sería el periodo de entreguerras cuando surgirían las primeras iniciativas, que poseían un carácter privado.
Así un ejemplo sería, el Tratado de Locarno, firmado por Bélgica, Gran Bretaña, Italia y Alemania en 1925 para fijar las fronteras occidentales alemanas. Ha de destacarse el llamamiento que se hace a la solución pacífica de los conflictos entre naciones. Todos estos esfuerzos no tendrían un resultado práctico, más allá de dejar testimonio del surgimiento de una voluntad por parte de reducidos grupos de élites, y que ninguno de ellos tendría repercusión efectiva, por lo menos a corto plazo. Ello es debido al radical desplome que supone la Gran depresión y el comienzo de la Segunda Guerra Mundial.
Tras el final de esta última guerra, las economías de los países de Europa salieron dañadas de manera crítica, lo que dio fin a la tradicional hegemonía europea en el mundo. Las dos nuevas superpotencias - Estados Unidos y la Unión Soviética - tenían un poder económico, político y militar superior al del conjunto de los estados europeos. Ante esta situación, numerosas tendencias políticas pretendían reconstruir Europa como una nueva nación unificada, para evitar volver a un enfrentamiento entre los estados europeos. Las dos guerras mundiales se habían iniciado como conflictos europeos y, por ello, el continente había sido el principal campo de batalla.

## Antecedentes
| Iniciativas en el período de entreguerras |
| --- |
| Proyecto Kalergi Impulsado por el peso de Richard Coudenhove-Kalergi, fracasó debido a la rivalidad entre Alemania y Francia. Pretendía asentar una federación de carácter paneuropeo que previniera los conflictos internos del continente, así como la creación de vías de resolución pacífica de controversias entre los países europeos.                                          |
| Proyecto Stresemann Aspiraba a reintegrar a Alemania en la sociedad internacional. Gustav Stresemann, Ministro de Exteriores, consiguió incorporar a su país en la Sociedad de Naciones (SDN) en 1926. |
| Proyecto Briand Fue propuesto por el mandatario francés, Aristide Briand en un discurso ante la SDN en 1929. Buscaba superar la rivalidad franco-alemana mediante la creación de un eje entre ambos países, que permitiera articular una federación de naciones europeas para previr un nuevo conflicto mediante la cooperación política y social, así como el crecimiento económico. |

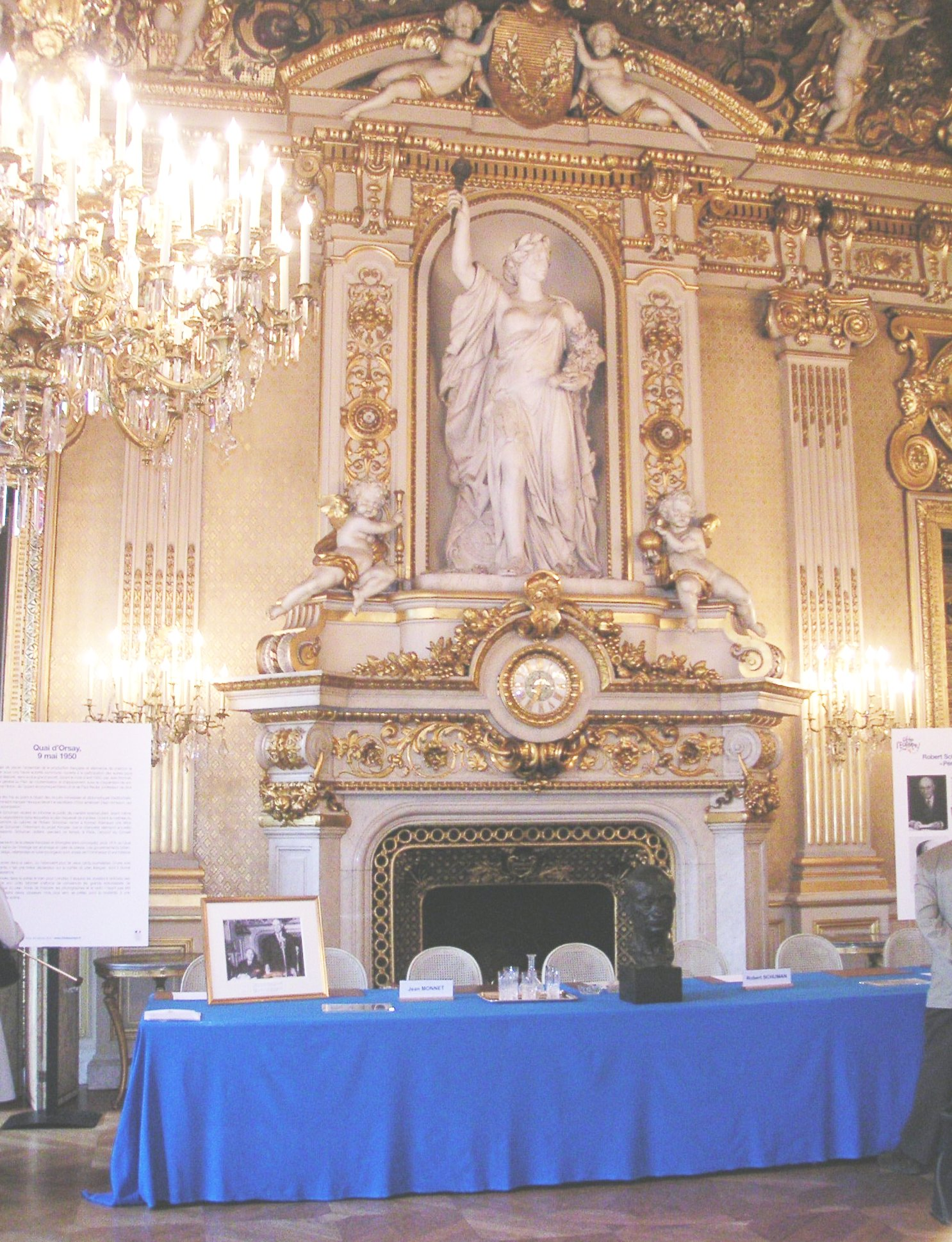
El «Salón de l'Horloge» donde tuvo lugar la Declaración Schuman, la primera piedra para la creación de las instituciones comunitarias.

Tras el final de la Segunda Guerra Mundial, Europa se encontraba sumida en la devastación. Alemania estaba destrozada, en términos de pérdidas de vidas humanas y daños materiales. Si bien Francia y Reino Unido resultaron oficialmente vencedoras frente a la Alemania nazi en el conflicto, ambos países sufrieron importantes pérdidas (aunque menores que las de Alemania) que afectaron gravemente a sus economías y su prestigio a nivel mundial.
La declaración de guerra de Francia y Reino Unido a Alemania tuvo lugar en septiembre de 1939. Una vez finalizado el conflicto en Europa el 8 de mayo de 1945, el régimen alemán fue responsabilizado por el inicio de la guerra, ya que su política expansionista le había llevado a ocupar y en algunos casos anexar territorios de otros países del continente. Alemania, que perdió una parte considerable de su territorio anterior a la guerra, fue ocupada por ejércitos extranjeros que dividieron su superficie territorial en cuatro partes, tal y como se consensuó en la Conferencia de Yalta.
En los años posteriores, los resentimientos y la desconfianza entre las naciones europeas, dificultaban una reconciliación. En este contexto el ministro francés de asuntos exteriores Robert Schuman defendió decididamente la creación de Alemania Occidental, resultado de la unión de las tres zonas de ocupación controladas por las democracias occidentales, dejando de lado la zona de ocupación soviética. Schuman, de origen germano-luxemburgués, había poseído las tres nacionalidades (francesa, alemana, luxemburguesa) durante diferentes etapas de su vida. Eventualmente este hecho pudo haberle hecho comprender la complejidad de los conflictos europeos y desarrollar pronto un interés por la unificación europea.
En 1946, Winston Churchill dio un discurso en la Universidad de Zúrich, considerado por varios autores como el primer paso hacia la integración durante la posguerra. Aunque, generalmente se considera que el verdadero primer paso se dio el 9 de mayo de 1950, cinco años después de la capitulación del régimen nazi, cuando Schuman lanzó un llamamiento a Alemania Occidental y a los países europeos que lo deseasen para que sometieran bajo una única autoridad común el manejo de sus respectivas producciones de acero y carbón. Este discurso, conocido como Declaración Schuman, fue acogido de manera dispar dentro de los gobiernos europeos y marcó el inicio de la construcción europea, al ser la primera propuesta oficial concreta de integración en Europa. El hecho consistía en que al someter las dos producciones indispensables de la industria armamentística a una única autoridad, los países que participaran en esta organización encontrarían una gran dificultad en el caso de querer iniciar una guerra entre ellos.
La declaración marcó el inicio de la integración de los estados europeos como un movimiento en contraposición a la anterior tendencia nacionalista y las tensas rivalidades que ocasionó entre los estados de Europa. Esta nueva realidad fue propiciada en gran medida por el fin de la tradicional hegemonía europea en el mundo tras la Segunda Guerra Mundial, que concienció a los europeos de su propia debilidad ante el surgimiento de dos nuevas superpotencias, Estados Unidos y la Unión Soviética, que tenían un poder superior al del heterogéneo grupo de estados europeos. Además, las consecuencias del conflicto favorecieron el deseo entre los ciudadanos de crear un continente más libre y justo en el que las relaciones entre países se desarrollaran de forma pacífica para evitar por todos los medios un nuevo enfrentamiento entre los estados europeos.

## Comunidades Europeas

Estados fundadores de la CECA. La Argelia francesa formaba parte integral de la Cuarta República francesa.

La propuesta de Robert Schuman fue acogida de forma entusiasta por el canciller de la República Federal de Alemania Konrad Adenauer. En la primavera de 1951, se firma en París el Tratado que institucionaliza la Comunidad Europea del Carbón y del Acero (CECA), concretando la propuesta de Schuman. Alemania, Francia, Italia, Países Bajos, Bélgica y Luxemburgo (conocidos como “Los seis”), logran un entendimiento que favorece el intercambio de las materias primas necesarias en la siderurgia, acelerando de esta forma la dinámica económica, con el fin de dotar a Europa de una capacidad de producción autónoma. Este tratado fundador buscaba aproximar vencedores y vencidos europeos al seno de una Europa que a medio plazo pudiese tomar su destino en sus manos, haciéndose independiente de entidades exteriores. El tratado expiró en 2002, a pesar de que su función quedó obsoleta tras la fusión de los órganos ejecutivos y legislativos en el seno de la Comunidad Europea, que adquirió personalidad jurídica, y también gracias al Acta Única Europea de 1986.
En mayo de 1952, ya en plena Guerra Fría, se firmó en París un tratado estableciendo la Comunidad Europea de Defensa (CED), que permitía el armamento de Alemania Occidental en el marco de un ejército europeo. Cinco miembros de la CECA ratificaron el tratado, pero en agosto de 1954, los parlamentarios franceses lo rechazaron, como consecuencia de la oposición conjunta de gaullistas y comunistas. Es así que el antiguo Tratado de Bruselas de 1948 es modificado para crear la Unión Europea Occidental (UEO) que fue hasta la entrada en vigor del Tratado de Ámsterdam en 1999 la única organización del continente encargada de la defensa y la seguridad europea. Aunque reforzó el antiguo tratado, la UEO fue una entidad a la sombra de la OTAN, pese a lo cual se encargó durante su existencia de la defensa de los países europeos ante un hipotético ataque.
Un impulso de importancia mayor llega en 1957 con la firma de los Tratados de Roma. Los seis deciden avanzar en la cooperación en los dominios económico, político y social. La meta planteada fue lograr un “mercado común” que permitiese la libre circulación de personas, mercancías y de capitales. La Comunidad Económica Europea (CEE) es la entidad internacional, de tipo supranacional, dotada de una capacidad autónoma de financiación institucionalizada por este tratado. Este documento formó una tercera comunidad de duración indefinida, el Euratom.
Entre tanto, con el fin de dotar a la Comunidad de una sede central, Schuman y Adenauer promueven el llamado «Estatuto del Sarre», que es rechazado por la población local, en un referéndum.

## Unión de los Tres Pilares

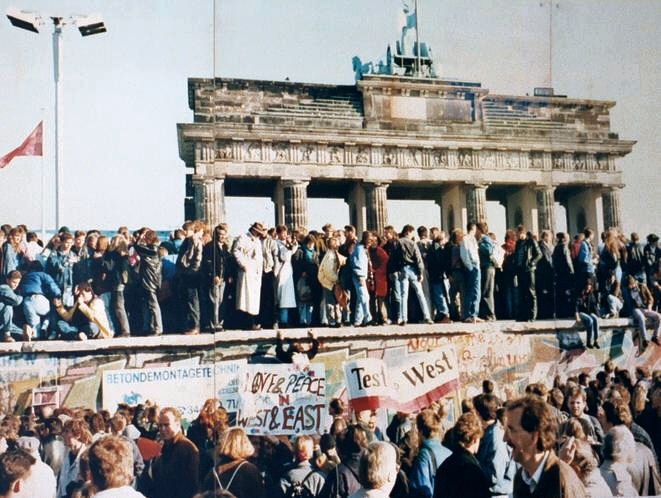
La caída del muro de Berlín sentó las bases para la integración de varios países del centro y el este del continente en la UE.

En 1965, se firma un tratado que fusiona los ejecutivos de las tres comunidades europeas por medio de la creación de la Comisión Europea (CE) y el Consejo de la Unión Europea (CUE). El Acta Única Europea firmada en febrero de 1986 entró en aplicación en julio de 1987, y tuvo por misión el redinamizar la construcción europea, fijando la consolidación del mercado interior en 1993 y permitiendo la libre circulación igualmente de capitales y servicios. Por este tratado, las competencias comunitarias son ampliadas a los dominios de la investigación y el desarrollo tecnológico, medio ambiente y política social. El Acta Única consagró también la existencia del Consejo Europeo, que reúne los jefes de Estado y de Gobierno e impulsa una iniciativa común en materia de política exterior (la Cooperación Política Europea) así como una cooperación en materia de seguridad.
El Tratado de Maastricht o de la Unión Europea, firmado en febrero de 1992 y en vigor a partir de 1993, introdujo una nueva estructura institucional, la cual se mantuvo hasta la entrada en vigor del Tratado de Lisboa. Dicha estructura institucional estaba compuesta por los conocidos tres pilares de la Unión Europea: el primer pilar era el pilar comunitario, que correspondía a las tres comunidades (la Comunidad Europea, la Comunidad Europea de la Energía Atómica y la antigua Comunidad Europea del Carbón y del Acero); el segundo era el pilar correspondiente a la política exterior y de seguridad común, que estaba regulada en el título V del Tratado de la Unión Europea; y el tercero era el pilar correspondiente a la cooperación policial y judicial en materia penal, cubierta por el título VI del Tratado de la Unión Europea. Estos tres pilares funcionaban siguiendo procedimientos de decisión diferentes, ya que el primer pilar funcionaba mediante el procedimiento comunitario, mientras que los otros dos se regían por el procedimiento intergubernamental. El Tratado de Maastricht también creó la ciudadanía europea y permitió circular y residir libremente en los países de la comunidad, así como el derecho de votar y ser elegido en un estado de residencia para las elecciones europeas o municipales. Con este tratado también se decidió la creación de una moneda única europea, el Euro, que entraría en circulación en 2002 bajo control del Banco Central Europeo.
Sin embargo, la labor de la unión fue ensombrecida por la crisis presupuestaria en marzo de 1999. El Parlamento se negó a aprobar a la Comisión de 1996 el presupuesto de la Comunidad por motivos de mala gestión financiera, fraude y nepotismo. El Parlamento estableció un comité para examinar la situación, cuyos resultados fueron publicados el 15 de marzo de 1999 y fueron críticos de la Comisión. Los socialistas, el único partido importante de apoyo al ejecutivo, retiró su apoyo Santer y, con el Parlamento listo para echarlos, toda la Comisión Santer dimitió la misma noche de la publicación del informe. La crisis produjo daños a la posición de la Comisión con el Consejo y el Parlamento desafiando la posición de la Comisión en los siguientes años. En respuesta, el organismo de control anti-fraude de la OLAF fue rápidamente establecido por la Comisión.
A lo largo de estos años, la CEE/UE comenzó a expandirse por el continente europeo, fundamentalmente entre los países de la Europa occidental: Reino Unido, Irlanda y Dinamarca en 1973; Grecia en 1981; España y Portugal en 1986; Alemania oriental en 1990; y Austria, Finlandia y Suecia en 1995.

## De Ámsterdam a Lisboa

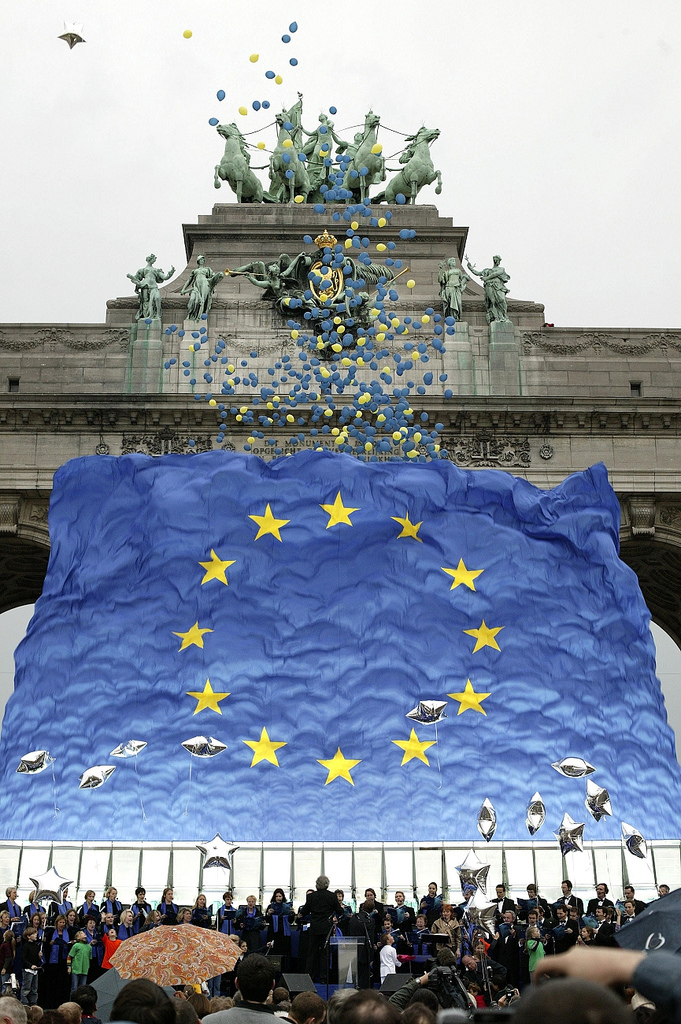
Celebración del Día de Europa, oficial desde el Tratado de Maastrich, en Bruselas.

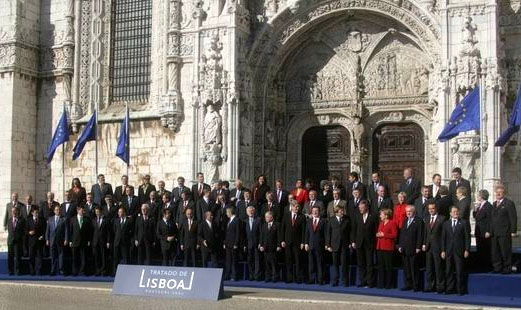
Ceremonia de firma del Tratado de Lisboa.

En 1999, entró en vigor el Tratado de Ámsterdam que recogía los principios de libertad, democracia y respeto a los derechos humanos, incluyendo explícitamente el principio de desarrollo sostenible. Dos años después se firmó el Tratado de Niza, que entraría en vigor en 2003. Mientras tanto, en 2002, se extinguió la CECA tras finalizar su periodo de validez (50 años), y su ámbito de actuación quedó englobado en el de la Comunidad Europea.
El 1 de mayo de 2004 tuvo lugar la mayor ampliación que se ha dado en la Unión Europea, con la entrada de 10 nuevos miembros de Europa oriental: Estonia, Letonia, Lituania, Polonia, República Checa, Hungría, Eslovaquia, Eslovenia, Malta y Chipre. Más tarde, el 29 de octubre de 2004 se firmó en Roma el tratado constitucional. La ratificación del tratado fue iniciada por la aprobación del Parlamento, pero algunos estados convocaron referendos en 2005. El primero fue el que se celebró en España, donde el documento fue aprobado con el 76,73 % de apoyo. Sin embargo, la ratificación alcanzó un obstáculo importante cuando los votantes de Francia y los Países Bajos rechazaron el documento. Esta ratificación en gran medida se detuvo, con solo unos pocos estados tratando de aprobarlo aún. Luxemburgo siguió adelante con su voto y aprobó la constitución en un 57 %. Esto no cambió las cosas, sin embargo, y los dirigentes anunciaron que entraban en un "período de reflexión" sobre el rechazo.
Seguidamente, se incorporaron Rumania y Bulgaria en la ampliación de la Unión Europea de 2007, mientras que el 25 de marzo de 2007 (en el 50.º aniversario de la firma de los Tratados de Roma) los líderes europeos pusieron fin formalmente al "período de reflexión" con la firma de la Declaración de Berlín. La declaración tenía por objeto dar un nuevo impulso a la búsqueda de un nuevo acuerdo institucional antes de realizar las elecciones europeas de 2009. Adentrado ya 2007, el Consejo Europeo acordó que la Constitución había fracasado, a pesar de que la mayoría de las propuestas que incluía el texto se incluyeron posteriormente en la reforma de los tratados de la Unión, en contraposición a la constitución, la cual iba a reemplazar todos los tratados anteriores. De este modo, el 13 de diciembre de 2007, se firmó el conocido como Tratado de Lisboa.
Este tratado tenía como objetivo mejorar el funcionamiento de la Unión Europea mediante la modificación del Tratado de Maastricht y el Tratado constitutivo de la Comunidad Europea (Tratado de Roma). Algunas de las reformas más importantes que introdujo el Tratado de Lisboa fueron la reducción de las posibilidades de estancamiento en la toma de decisiones del Consejo de la Unión Europea mediante el voto por mayoría cualificada, un Parlamento Europeo con mayor peso mediante la extensión del procedimiento de decisión conjunta con el Consejo de la UE, la eliminación de los para entonces obsoletos tres pilares de la Unión Europea, y la creación de las figuras de Presidente del Consejo Europeo y Alto Representante de la Unión para Asuntos Exteriores y Política de Seguridad para dotar de una mayor coherencia y continuidad a las políticas de la UE. El Tratado de Lisboa, que entró en vigor el 1 de diciembre de 2009 también hizo que la Carta de los Derechos Fundamentales de la Unión Europea fuese jurídicamente vinculante para los Estados miembros.
Por otra parte, la Gran Recesión iniciada en 2008 y la Crisis del euro afectaron la economía de la mayoría de los Estados miembros, pese a lo cual Croacia consiguió convertirse el 1 de julio de 2013 en el miembro número 28 de la Unión. En medio de la recesión, la UE y sus Estados miembros enfrentaron la crisis migratoria de 2015 en Europa que puso a prueba el sistema europeo común de asilo y el espacio Schengen.

## Constitución Europea

### Proyecto por el que se dota de una constitución a la Unión Europea
El Tratado por el que se establece una Constitución para Europa (conocido como Constitución Europea o Tratado Constitucional) fue un tratado internacional no ratificado destinado a crear una constitución consolidada para la Unión Europea (UE). De haber sido aprobado, habría reemplazado los tratados existentes de la UE con un solo texto, otorgando fuerza legal a la Carta de los Derechos Fundamentales, y ampliado la votación a mayoría cualificada en áreas de política que previamente se habían decidido por unanimidad entre los Estados miembro de la Unión.
El proyecto del tratado había sido aprobado el 18 de junio de 2003, siendo firmado en Roma por los jefes de gobierno de los países que formaban la Unión Europea a 29 de octubre de 2004. El 12 de enero de 2005, el Parlamento Europeo aprobó una resolución por 500 votos a favor, 137 en contra y 40 abstenciones, en la que recomendó a los Estados miembros que ratificaran la Constitución. En España, por ejemplo, el tratado fue ratificado con una clara victoria del sí en un referéndum con una participación del 42 % del censo. En cambio, el resultado de un referéndum en Francia y otro referéndum en los Países Bajos fue de oposición al tratado, lo cual hizo que el documento no llegase a entrar en vigor y provocó una crisis institucional europea.

## El Brexit y la refundación de la Unión Europea
La refundación de la Unión Europea es el proyecto que busca la reforma institucional y constitucional para adaptar a dicha organización a los futuros cambios globales y avanzar en la integración europea. Fue iniciado en 2017 y ha sido impulsado principalmente por la Comisión Europea y el denominado eje franco-alemán. Aunque el término «refundación» ha sido utilizado especialmente por el presidente de Francia, Emmanuel Macron y su gobierno, diferentes actores políticos se han referido a la situación empleando términos variados para reflejar la voluntad de aumentar la capacidad geopolítica, la autonomía estratégica o la soberanía de la Unión. Por ejemplo, durante la presidencia francesa del Consejo de la UE en 2022, el propio Macron utilizó como eslogan las palabras «relanzamiento, poder, pertenencia».
En medio de la tensión diplomática entre Rusia y la UE y la intensificación de la rivalidad entre China y Estados Unidos, la UE comenzó a debatir la noción de autonomía estratégica, que exige a la organización defender su soberanía y promover sus intereses de manera independiente. Dicha autonomía suele vincularse a la defensa, pero podría ir más allá, teniendo en cuenta que a nivel internacional las capacidades económicas y tecnológicas han ganado relevancia. Sin embargo, varios líderes europeos aspiran a dotar a la UE de las capacidades militares que consideran necesarias para garantizar su defensa en pos de conseguir la autonomía estratégica.
Entre tanto, en Estados Unidos, los gobiernos de Donald Trump y Joe Biden asumieron una postura de relativa ruptura respecto a la UE, lo que ha generado una «pérdida de confianza» en la relación bilateral dentro de la clase política y la opinión pública en la UE. Paralelamente las nuevas relaciones eurobritánicas, tras la salida del Reino Unido de la UE en 2020, se han desarrollado en medio de un reforzamiento de la angloesfera que ha chocado con algunos intereses de la UE.
Sin embargo, han sido dos los principales catalizadores que desde 2020 impulsan una serie de cambios de considerable magnitud en el bloque comunitario: la crisis de la pandemia de COVID-19 y la situación de la Unión tras la invasión rusa de Ucrania. Entre otros aspectos, ambas crisis pusieron en evidencia la dependencia exterior de la Unión para abastecerse de productos y materias primas de carácter estratégico. Ello, unido al creciente proteccionismo de competidores clave como China y Estados Unidos —en particular las leyes de este último aprobadas en 2022—, potenció la adopción de medidas comunitarias que buscan la reindustralización interior de la UE.
No obstante, desde que asumió sus funciones en 2017, el presidente Macron ya había abanderado propuestas en respaldo de su consigna de «refundar Europa». Pese a ello, en los primeros años de su gobierno, Macron no había obtenido el respaldo del gobierno de la canciller alemana Angela Merkel a sus iniciativas más ambiciosas dentro de la UE. Pero la situación cambió el 18 de mayo de 2020, cuando —en el marco de la crisis de la pandemia— ambos gobernantes presentaron un plan para la UE armonizado con varias acciones institucionales iniciadas en marzo de ese año, que fueron seguidas por una ola de anuncios sin precedentes. Esta dinámica ha despertado expectativas sobre Olaf Scholz —quien reemplazó a Merkel como canciller en diciembre de 2021— y su política europea enfocada en la evolución hacia el establecimiento de un «Estado federal».

## El relato europeo

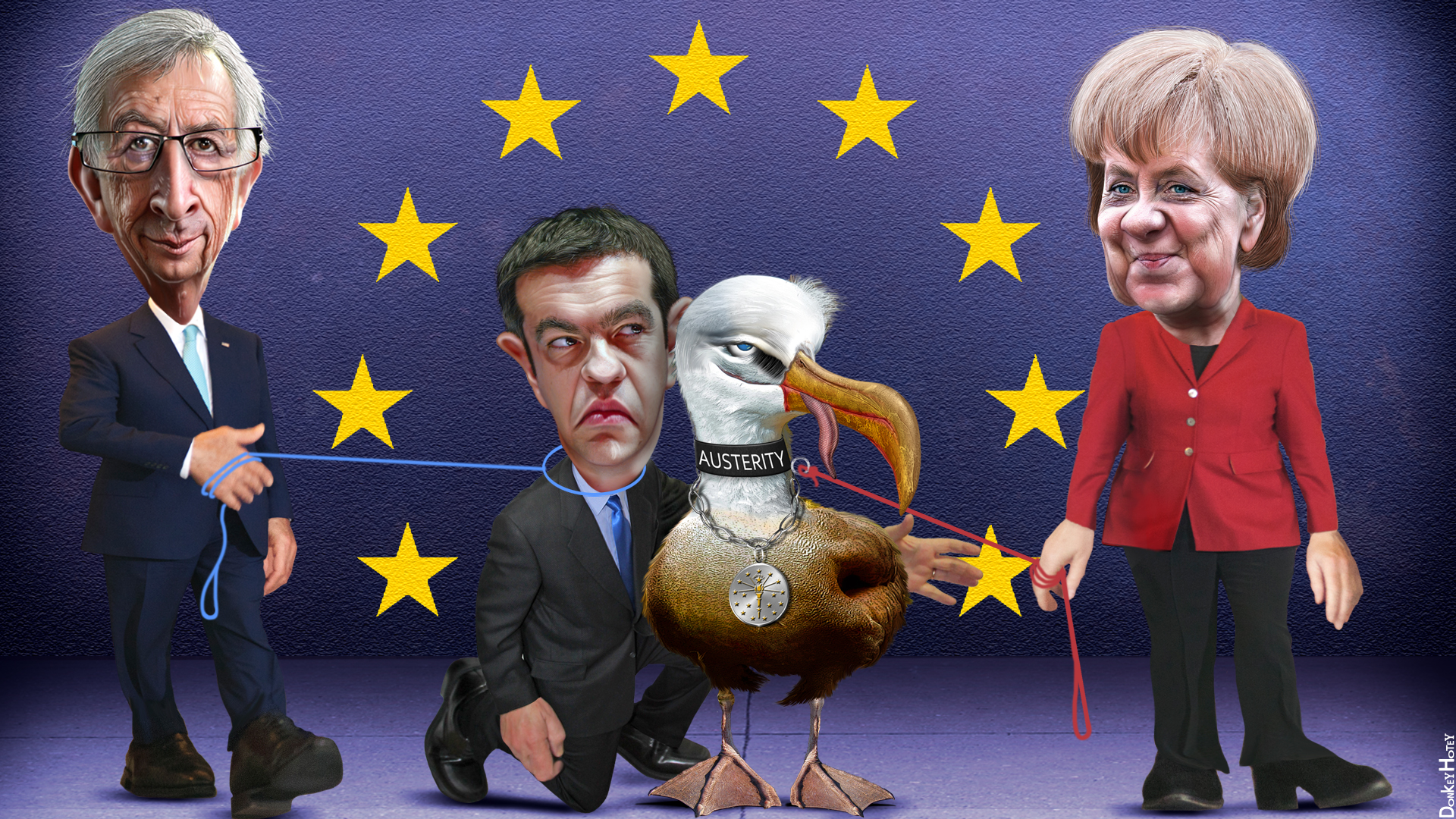
Caricatura periodística sobre la crisis del euro.

El relato europeo es la narrativa que incide en el proceso evolutivo de la Unión Europea y del proyecto europeo. Sin embargo, numerosos especialistas —como Luuk van Middelaar o Wolfgang Münchau— consideran agotado este relato testimonial y, en consecuencia, no existe consenso sobre la idea del proyecto europeo ni su utilidad. Esta corriente analítica considera que se necesita un nuevo relato si se busca dar continuidad al proceso de integración y la idea misma de Europa que dice representar.
Al comenzar el proceso de construcción europea, ante la dificultad de generar simpatía en una bandera europea, una historia compartida u otros símbolos, los padres fundadores  y sus sucesores optaron por implantar un proyecto asentado más en lo práctico que en lo afectivo. Así, aunque inicialmente el relato sobre la necesidad de la construcción europea se centró en la erradicación de la guerra, luego se complementó con las iniciativas en el terreno de la economía. De esta manera, el relativo éxito económico del proceso europeo se transformó en vector de la integración y motivo de la misma desde sus orígenes en los años 1950. Sin embargo, al afectarse el relato europeo tras la controversia sobre el éxito de la integración económica, se ha puesto en cuestión la conveniencia del mismo proyecto europeo.
La Gran Recesión, la pandemia de COVID-19 y la guerra ruso-ucraniana transformaron la realidad europea afectando a su narrativa al introducir la percepción de vulnerabilidad frente a los riesgos de origen externo, así como la idea de un “divorcio” entre la ciudadanía y las instituciones del sistema comunitario. No obstante, la desafección con el proyecto europeo no se relaciona sólo con las citadas crisis, sino también con la percepción de un déficit democrático en la Unión Europea agravado con la pérdida de su aura ligada al éxito económico. Sin embargo, eventualmente estas crisis estarían contribuyendo a consolidar una transformación en la memoria colectiva sobre la construcción europea, especialmente en lo que se refiere al relato europeo surgido de la posguerra de la Segunda Guerra Mundial. Todo esto viene acompañado del regreso de una historiografía europea más centrada en el conflicto y menos en una historia que da prioridad a la diversidad como valor principal en Europa. En este contexto, los relatos sobre las crisis del siglo XXI varían en función de las de las ideologías y de los Estados miembros donde suelen ser instrumentalizadas por intereses políticos nacionales.

## Elecciones al Parlamento Europeo

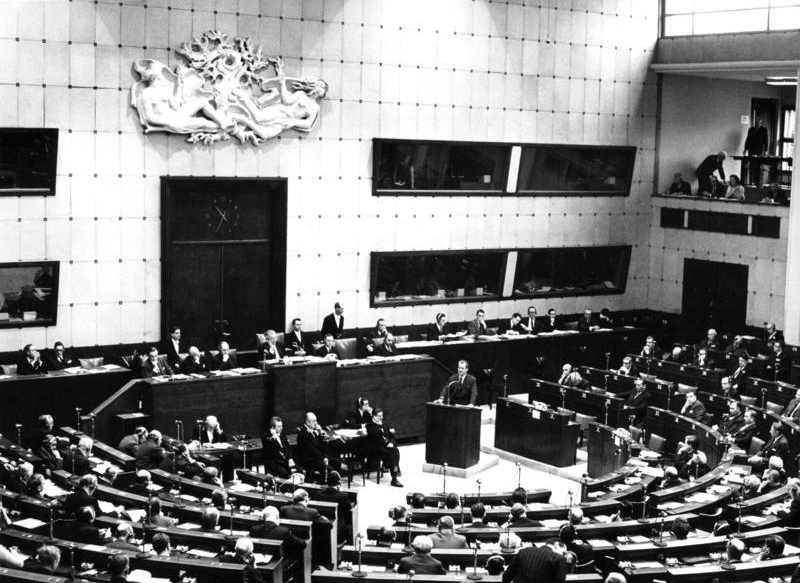
Antigua sede de la Asamblea Europea en Estrasburgo.

El 29 de abril de 1976, los partidos demócrata cristianos de Europa fundan el Partido Popular Europeo cuyos partidos nacionales fundadores son: la italiana Democracia Cristiana, el neerlandés Partido Popular Católico, Unión Histórica Cristiana y Partido Revolucionario, el luxemburgués Cristiano Social, los alemanes Unión Demócrata Cristiana y Unión Social Cristiana de Baviera, los franceses Centro Democrático y Unión de Centristas del progreso, los belgas Partido Popular Cristiano y Partido Social Cristiano y el irlandés Familia irlandesa.
En 1979 fue elegido por voto directo de los ciudadanos el primer Parlamento europeo, aunque con reglas que varían de país a país. El Parlamento carece de poderes decisivos; por ejemplo puede rechazar el proyecto de presupuesto de la junta, como en efecto ha sucedido, pero el consejo puede seguir gastando. El Parlamento es el órgano del que salen los proyectos de reforma y las propuestas para su aplicación. Participaron en estas primeras elecciones fue del 63% de los electores. El Parlamento se dividió de la siguiente manera: el Grupo Socialista 133 escaños, Partido Popular Europeo 107, Demócratas Europeos 64, Grupo Comunista 44, Grupo Liberal Demócrata 40, los Demócratas Europeos Progresistas 22, los restantes 18 puestos no estaban registrados. El total era de 410 escaños.
Entre el 14 y 17 de junio de 1984 se celebraron elecciones para el segundo Parlamento Europeo. La participación fue del 61%. El Grupo Socialista logró 130 escaños, el Partido Popular Europeo 110, los Demócratas Europeos 50, Grupo Comunista 40, el Grupo Liberal Demócrata 31, la Alianza Democrática Europea 29, el Grupo Arco Iris 20, las Derechas Europeas, grupo formado por primera vez, e integrado por el francés Frente Nacional, el alemán Los Republicanos y el belga Vlaams Belang, 16 escaños; y los otros, 7. El total era de 434 escaños.
Entre el 15 y 18 de junio de 1989, los electores fueron convocados a elegir el tercer Parlamento Europeo. La participación fue del 58,5%. El Parlamento Europeo se dividió de la siguiente manera: Grupo socialista 180 escaños, Partido Popular Europeo 121, Grupo Liberal Demócrata y Reformista 49, Grupo de la izquierda europea 42, Grupo de los Demócratas Europeos 34, Los Verdes 30, Alianza Democrática Europea 20 asientos, Derechas Europeas 17, Grupo Arco Iris 13, y los otros 27; sobre un total de 518 escaños.
En 1992 vino fundado el Partido Socialista Europeo, en L'Aia. En ese partido se unen el Partido Socialista de Albania, el Partido Socialdemócrata de Alemania, el Partido Socialdemócrata de Austria, los belgas Partido Socialista (Valonia) y Partido Socialista-Diferente, el Partido Socialista Búlgaro, el Partido Socialdemócrata Checo, el chipriota Movimiento por la Socialdemocracia, el Partido Socialdemócrata de Dinamarca, el eslovaco Dirección - Socialdemocracia, el esloveno Partido Socialdemócrata, el Partido Socialista Obrero Español, el Partido Socialdemócrata de Estonia, el Partido Socialdemócrata de Finlandia, el francés Partido Socialista (Francia), el Movimiento Socialista Panhelénico, el Partido Socialista Húngaro, el irlandés Partido Laborista, el italiano Demócratas de Izquierdas, el Partido Obrero Socialdemócrata Letón, el Partido Socialdemócrata Lituano, el Partido Obrero Socialista Luxemburgués, la Unión Socialdemócrata de Macedonia, el maltés Partido Laborista, el Partido Laborista Noruego, el neerlandés Partido del Trabajo, el polaco Alianza de la Izquierda Democrática, el portugués Partido Socialista (Portugal), el británico Partido Laborista, el Partido Socialdemócrata de Rumanía y el Partido Socialdemócrata Sueco.
Entre el 9 y 12 de junio de 1994 los ciudadanos europeos fueron llamados a votar a por la cuarta renovación del Parlamento Europeo, donde asistió el 56,80% de la población. Sin embargo, un año después los ciudadanos de Austria, Suecia y Finlandia fueron capaces de elegir a más diputados. El Partido Socialista Europeo ganó 198 escaños, el grupo Partido Popular Europeo - Demòcratas Europeo 157 escaños, el Partido Europeo Liberal Demócrata Reformista 43 escaños, el grupo de extrema izquierda 28 escaños, el Grupo de los conservadores 27 escaños, el Grupo Unión por la Europa de las Naciones 27 escaños, Los Verdes Europeo - Alianza Libre Europea 23 escaños, la Alianza Radical Europea 19 escaños, el grupo de los partidos euroescépticos 19 escaños, y los otros no miembros 27 escaños.
Entre el 10 y el 13 de junio de 1999 los ciudadanos europeos fueron llamado a votar por la quinta renovación del Parlamento Europeo, donde asistió al 49,80% de la población. El grupo del Partido Popular Europeo - Demócratas Europeos obtiene 233 escaños, el Partido Socialista Europeo 180 escaños, la Alianza de los Demócratas y Liberales por Europa 50 escaños, el grupo europeo de Los Verdes - Alianza Libre Europea, un grupo formado por la Federación Europea de los Partidos Verdes y Alianza Libre Europea, 48 escaños, el grupo de Izquierda Unitaria Europea - Izquierda Verde Nórdica 42 escaños, el grupo conservador Unión por la Europa 31 escaños, la Europa de las Democracias y las Diferencias, constituido para la ocasión por el danés Movimiento de Junio, los franceses Chasse, Pêche, Nature y Traditions y Combatientes por la Soberanía, el neerlandés ChristienUnie, del Partido de la Independencia del Reino Unido, la Liga de las Familias de Polonia y dal italiano Partido escépticos, 16 escaños, y por los otros 8 escaños, para un total de 626 escaños.
Entre el 10-13 de junio de 2004, los 25 Estados miembros participaron en la mayor elección trans-nacional en la historia (con el segundo electorado democrático más grande del mundo). El resultado de las sextas elecciones parlamentarias fue una segunda victoria para el grupo Partido Popular Europeo-Demócratas Europeos. También la participación de votantes cayó nuevamente por debajo del 50%.

## Ampliación
A partir de los años 1960, la Comunidad comenzó a recibir solicitudes de incorporaciones, pero hasta 1973 no se hizo la primera ampliación con Irlanda, Reino Unido y Dinamarca. En 1987, Turquía solicitó formalmente unirse a la Comunidad, dando inicio al proceso más largo para cualquier país.
En 1989 el Muro de Berlín cayó, junto con la cortina de hierro. Con la reunificación de las dos Alemanias (integración de la RDA en la RFA), se amplía la superficie de la UE, pero no así el número de Estados miembros.

## Cronología constitucional
| Firmado En vigor Documento        | 1948 Primer Tratado de Bruselas                       | 1951 1952 Tratado de París                    | 1954 1955 Segundo Tratado de Bruselas           | 1957 1958 Tratado de Roma                       | 1965 1967 Tratado de Fusión                     | 1975 N/A Declaración sobre la Unión Europea | 1986 1987 Acta Única Europea | 1992 1993 Tratado de Maastricht | 1992 1993 Tratado de Maastricht | 1997 1999 Tratado de Ámsterdam | 2001 2003 Tratado de Niza | 2007 2009 Tratado de Lisboa | 2007 2009 Tratado de Lisboa |  |  |  |  |  |  |  |  |
|                                   |                                                       |                                               |                                                 |                                                 |                                                 |                                             |                              |                                 |                                 |                                |                           |                             |                             |  |  |  |  |  |  |  |  |
| Tres pilares de la Unión Europea: |                                                       |                                               |                                                 |                                                 |                                                 |                                             |                              |                                 |                                 |                                |                           |                             |                             |  |  |  |  |  |  |  |  |
| Comunidades Europeas:             |                                                       |                                               |                                                 |                                                 |                                                 |                                             |                              |                                 |                                 |                                |                           |                             |                             |  |  |  |  |  |  |  |  |
|                                   | Comunidad Europea de la Energía Atómica (Euratom)     |                                               |                                                 |                                                 |                                                 |                                             |                              |                                 |                                 |                                |                           |                             |                             |  |  |  |  |  |  |  |  |
|                                   |                                                       |                                               | Comunidad Europea del Carbón y del Acero (CECA) | Comunidad Europea del Carbón y del Acero (CECA) | Comunidad Europea del Carbón y del Acero (CECA) | Expirado en 2002                            | Expirado en 2002             | Expirado en 2002                |                                 | Unión Europea (UE)             | Unión Europea (UE)        |                             |                             |  |  |  |  |  |  |  |  |
|                                   |                                                       |                                               | Comunidad Económica Europea (CEE)               | Comunidad Económica Europea (CEE)               | Comunidad Económica Europea (CEE)               |                                             |                              | Comunidad Europea (CE)          | Comunidad Europea (CE)          | Unión Europea (UE)             | Unión Europea (UE)        |                             |                             |  |  |  |  |  |  |  |  |
|                                   |                                                       | TREVI                                         | TREVI                                           | Asuntos de Justicia y de Interior (AJI)         |                                                 |                                             |                              | Comunidad Europea (CE)          | Comunidad Europea (CE)          | Unión Europea (UE)             | Unión Europea (UE)        |                             |                             |  |  |  |  |  |  |  |  |
|                                   | Cooperación Judicial y Policial en materia Penal (CE) | TREVI                                         | TREVI                                           | Asuntos de Justicia y de Interior (AJI)         |                                                 |                                             |                              |                                 |                                 | Unión Europea (UE)             | Unión Europea (UE)        |                             |                             |  |  |  |  |  |  |  |  |
|                                   | Cooperación Política Europea (CPE)                    | Política Exterior y de Seguridad Común (PESC) | Política Exterior y de Seguridad Común (PESC)   | Política Exterior y de Seguridad Común (PESC)   | Política Exterior y de Seguridad Común (PESC)   |                                             |                              |                                 |                                 | Unión Europea (UE)             | Unión Europea (UE)        |                             |                             |  |  |  |  |  |  |  |  |
| Órganos no consolidados           | Órganos no consolidados                               | Unión Europea Occidental (UEO)                | Unión Europea Occidental (UEO)                  | Unión Europea Occidental (UEO)                  | Unión Europea Occidental (UEO)                  | Unión Europea Occidental (UEO)              |                              |                                 |                                 |                                | Unión Europea (UE)        |                             |                             |  |  |  |  |  |  |  |  |
| Órganos no consolidados           | Órganos no consolidados                               | Unión Europea Occidental (UEO)                | Unión Europea Occidental (UEO)                  | Unión Europea Occidental (UEO)                  | Unión Europea Occidental (UEO)                  | Unión Europea Occidental (UEO)              | Expirado en 2011             |                                 |                                 |                                |                           |                             |                             |  |  |  |  |  |  |  |  |
|                                   |                                                       |                                               |                                                 |                                                 |                                                 |                                             |                              |                                 |                                 |                                |                           |                             |                             |  |  |  |  |  |  |  |  |